# Михай, Анета
Анета Михай (рум. Aneta Mihaly; род. 23 сентября 1957, Axintele, Яломица), в замужестве Марин (рум. Marin) — румынская гребчиха, выступавшая за сборную Румынии по академической гребле во второй половине 1970-х — первой половине 1980-х годов. Серебряная призёрка летних Олимпийских игр в Лос-Анджелесе, обладательница серебряной и двух бронзовых медалей чемпионатов мира, победительница и призёрка многих регат национального значения.

## Биография
Анета Михай родилась 23 сентября 1957 года в коммуне Аксинтеле, жудец Яломица, Румыния. Занималась академической греблей в Бухаресте в столичном гребном клубе «Динамо».
Первого серьёзного успеха на взрослом международном уровне добилась в сезоне 1977 года, когда вошла в основной состав румынской национальной сборной и побывала на чемпионате мира в Амстердаме, откуда привезла награду серебряного достоинства, выигранную в зачёте парных рулевых двоек — в решающем финальном заезде пропустила вперёд только титулованную команду из Восточной Германии.
В 1979 году на мировом первенстве в Бледе стала бронзовой призёркой в парных четвёрках с рулевой, уступив в финале командам из ГДР и Болгарии.
Благодаря череде удачных выступлений удостоилась права защищать честь страны на летних Олимпийских играх 1980 года в Москве, однако попасть здесь в число призёров не смогла — в парных рулевых четвёрках финишировала четвёртой.
После московской Олимпиады Михай осталась в гребной команде Румынии на ещё один олимпийский цикл и продолжила принимать участие в крупнейших международных регатах. Так, в 1981 году на чемпионате мира в Мюнхене она добавила в послужной список ещё одну бронзовую награду, полученную в парных четвёрках с рулевой — на сей раз в финале её обошли команды из СССР и ГДР.
Находясь в числе лидеров румынской национальной сборной, благополучно прошла отбор на Олимпийские игры 1984 года в Лос-Анджелесе (будучи страной социалистического лагеря, формально Румыния бойкотировала эти соревнования по политическим причинам, однако румынским спортсменам всё же разрешили выступить на Играх частным порядком). Здесь Анета Михай стартовала в составе распашного экипажа, куда также вошли гребчихи Марьоара Трашкэ, Дойна Шнеп-Бэлан, Луча Саука, Аурора Плешка, Камелия Дьяконеску, Михаэла Армэшеску, Адриана Базон и рулевая Вьорика Йожа — в финале восьмёрок пришла к финишу второй позади экипажа из Соединённых Штатов и тем самым завоевала серебряную олимпийскую медаль. Вскоре по окончании этих соревнований приняла решение завершить спортивную карьеру.
Впоследствии вышла замуж и взяла фамилию мужа Марин.